# Schindler Holding
Schindler Holding AG – szwajcarskie przedsiębiorstwo produkujące windy, schody ruchome oraz chodniki ruchome, założone w 1874 roku przez Roberta Schindlera.

Główna siedziba przedsiębiorstwa mieści się w Ebikonie, w kantonie Lucerna.